# Північна Карелія
Північна Карелія (фін. Pohjois-Karjala) — провінція на сході Фінляндії. Населення — 166 500 осіб, площа — 21 584.41 км². Адміністративний центр — муніципалітет Йоенсуу (понад 40% від загального населення краю). Шведська назва "Norra Karelen". В минулому землі провінції тривалий час були включені до складу провінції Куопіо, за винятком 1960-1997 років. Є західною частиною історичної країни Карелія.
Провінція на сході має державний кордон із Російською Федерацією (Республікою Карелія), на півдні межує із Південною Карелією, на заході з Південною Савонією та Північною Савонією, на півночі з Кайнуу.

## Історія
До 1 січня 2010 року входила до складу губернії (ляні) Східна Фінляндія.

## Адміністративний поділ
|  |

|  |

Муніципалітети Північної Карелії
— міські муніципалітети
— загальні муніципалітети

Північна Карелія складається із 13 муніципалітетів, з них 5 міських, 9 — загальних. Муніципалітети згруповані в три економічні субрегіони: Йоенсуу (центральна частина) з населенням — 122 870 чоловік, Центральна Карелія (на півдні) — 19 324 та Піелінен Карелія (на півночі) — 23 672.
| Герб                          | Муніципалітет [позначка на мапі] | Назва фінською | Тип муніципалітету | Примітки                                                                            |
| ----------------------------- | -------------------------------- | -------------- | ------------------ | ----------------------------------------------------------------------------------- |
| Субрегіон Йоенсуу:            |                                  |                |                    |                                                                                     |
|                               | Гейнявесі                        | Heinävesi      | загальний          |                                                                                     |
|                               | Йоенсуу [1]                      | Joensuu        | міський            | Включно з 01.01.2005 Кііхтелюсваара та Тууповаара та з 01.01.2009 Ено та Пюхяселькя |
|                               | Іломантсі [2]                    | Ilomantsi      | загальний          |                                                                                     |
|                               | Юука [3]                         | Juuka          | загальний          |                                                                                     |
|                               | Контіолахті [6]                  | Kontiolahti    | загальний          |                                                                                     |
|                               | Ліпері [8]                       | Liperi         | загальний          |                                                                                     |
|                               | Оутокумпу [10]                   | Outokumpu      | міський            |                                                                                     |
|                               | Полвіярві [11]                   | Polvijärvi     | загальний          |                                                                                     |
| Субрегіон Центральна Карелія: |                                  |                |                    |                                                                                     |
|                               | Кітеє [4 + 5]                    | Kitee          | міський            |                                                                                     |
|                               | Ряяккюля [12]                    | Rääkkylä       | загальний          |                                                                                     |
|                               | Тохмаярві [13]                   | Tohmajärvi     | загальний          | Включно з 01.01.2005 Вяртсіля                                                       |
| Субрегіон Пієлінен Карелія:   |                                  |                |                    |                                                                                     |
|                               | Ліекса [7]                       | Lieksa         | міський            |                                                                                     |
|                               | Нурмес [9 + 14]                  | Nurmes         | міський            |                                                                                     |

## Персоналії
- Тар'я Турунен — колишня вокалістка групи Nightwish.
- Туомас Голопайнен — клавішник групи Nightwish.

## Галерея

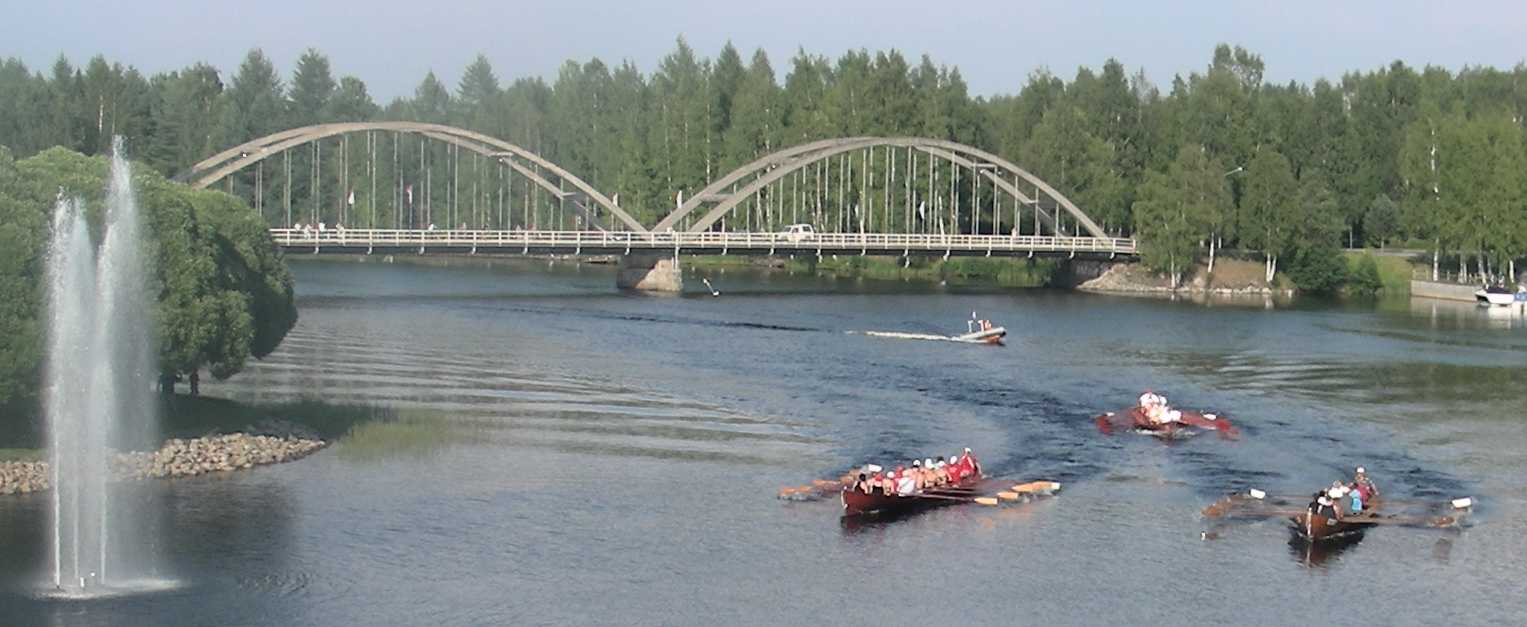
Міст над річкою Ліексанйокі.
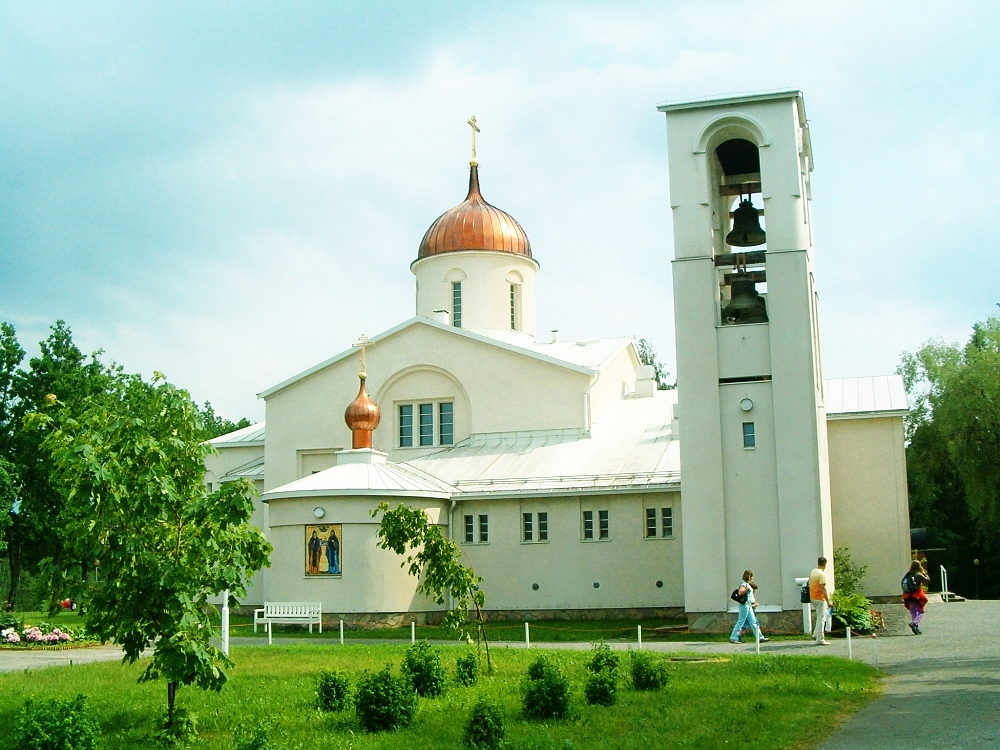
Valamon luostari, Гейнявесі
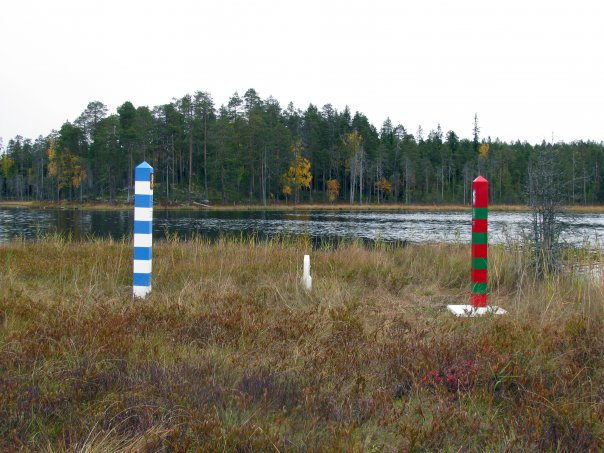
Державний кордон на безіменному острівцю на озері Вірмаярві.
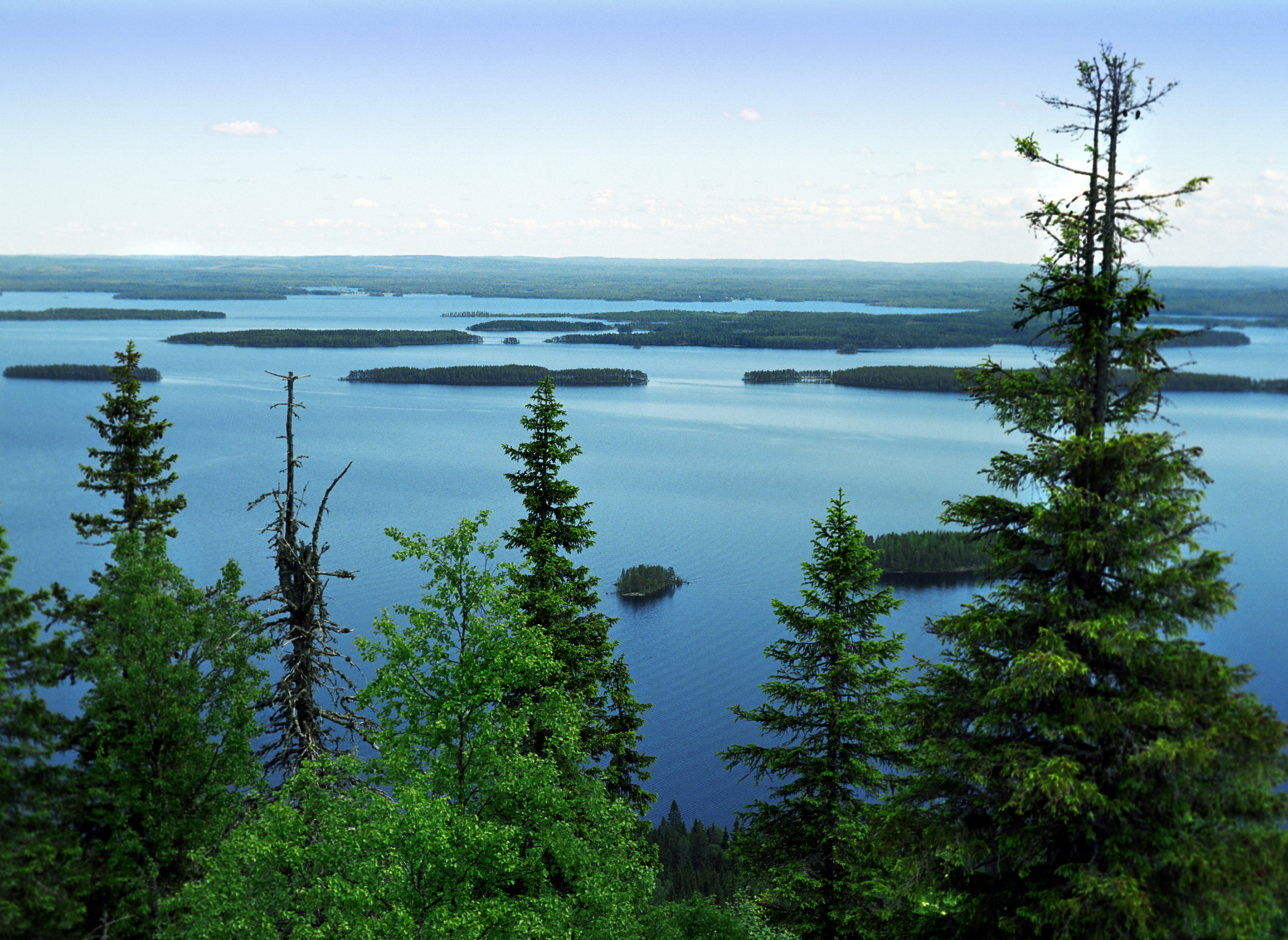
Національний парк Колі.
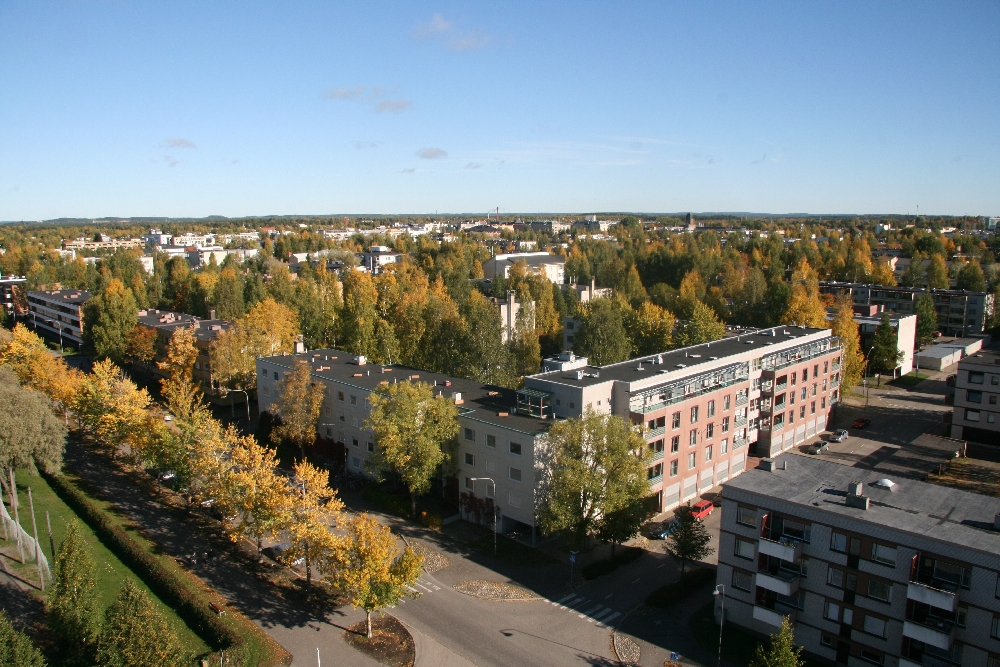
Місто Йоенсуу.